# Jorginho (ur. 1965)
Jorginho, właśc. Jorge Luís da Silva (ur. 22 marca 1965 w São Paulo) – piłkarz i trener brazylijski, występujący podczas kariery na pozycji pomocnika.

## Kariera klubowa
Karierę piłkarską Jorginho rozpoczął w klubie Portuguesa São Paulo w 1983. W lidze brazylijskiej zadebiutował 29 stycznia 1984 w zremisowanym 0-0 meczu z Santa Cruz Recife. W 1990 przeszedł do lokalnego rywala – SE Palmeiras.
W latach 1992–1997 czterokrotnie był zawodnikiem EC Santo André. W międzyczasie występował w Paysandu SC, Coritibie, EC Juventude i Pauliście Jundiaí. Z Paysandu zdobył mistrzostwo stanu Pará – Campeonato Paraense w 1993. W 1997 był zawodnikiem Clube Atlético Mineiro. Z Atlético Mineiro zdobył Copa CONMEBOL 1997. W latach 1998–1999 Jorginho występował w Santosie FC. Pod koniec lat 90. Jorginho występował w Paranie i Portuguesie Santista.
W latach 2000–2002 był zawodnikiem Fluminense FC. W barwach Flu 5 grudnia 2001 w wygranym 2-1 meczu z Ponte Preta Campinas Jorginho wystąpił po raz ostatni w lidze brazylijskiej. Ogółem w latach 1984–2001 wystąpił w lidze w 255 meczach, w których strzelił 19 bramek. Karierę zakończył w Avaí FC w 2001.

## Kariera reprezentacyjna
Jedyny raz w reprezentacji Brazylii Jorginho wystąpił 12 września 1990 w przegranym 0-3 towarzyskim meczu z reprezentacją Hiszpanii.

## Kariera trenerska
Po zakończeniu kariery piłkarskiej Jorginho został trenerem. Karierę trenerską rozpoczął w União Mogi Mirim w 2007. Następnie pracował w Palmeiras jako trener juniorów, asystent trenera oraz tymczasowy trener. Od 2011 jest trenerem drugoligowej Portuguesy São Paulo.